# 馬占鰲
馬占鰲（1830年—1886年），字魁峰，又字鼎臣，经名阿卜都里则孜（阿卜杜勒·阿齊茲），回族，甘肅省临夏县漠泥沟乡何家村人，原籍陕西大荔王阁村，回民稱漠泥沟阿訇，甘肅馬家軍始祖，授建威将军。

## 生平
二十歲时到西安大學習巷清真大寺学习，二十四岁返回河州，先后在漠泥沟清真寺和大河家镇清真寺当阿訇，屬花寺门宦。
同治陝甘回變，东乡马悟真、南乡闵殿臣与河州华寺马永瑞、马永琳率领河州各族起义军攻占狄道后，围攻河州城不下时，於是请马占鳌出山并推为主帅。从此马占鳌自称都招讨，成为第二次河湟事变的中心人物。
同治十年（1871年），太子寺之役大敗左宗棠的手下大軍，馬占鰲聽從馬千齡決定降清，将闵殿臣父子执以献，並派马俊、马正元、马成龙、唐成贵等前往清军三甲集行营求抚。马占鳌为表诚意，又派其子马七五（马安良）及各首领之子十人（人称十大少爷）赴安定清军大营面降，馬占鰲、馬海宴降清後，與馬千齡合力驅逐十八大營，馬千齡其子馬福祿、馬福祥大顯身手，受左宗棠賞識，被清廷授予藍翎都司之職。
马占鳌带领马悟真、马海宴、马永瑞、马万有等首领，备梅花鹿一对，以红绸制成天下太平横幅，挂于两鹿角之间，声称自今而后，竭诚尽忠，由河州赴兰州晋见左宗棠。
同治十一年（1872年）六月底，清廷正式宣布收抚，将马占鳌部改编为马队三旗，隶属董福祥麾下，马占鳌任督带兼中军管带，归河州镇节制，为日後馬占鰲、馬千齡、馬海晏的甘、寧、青三马家族势力奠定基础。
马占鳌降清后，率部随董福祥镇压闵殿臣、马彦龙等起义军和西宁、肃州起义，俘获马桂源和马本源等。清廷给其六品军功顶戴，赐号勒尔津巴图鲁。马占鳌后解甲归田，在积石山大河家做阿訇。

## 家庭
马占鳌有子：马安良、马国良、马毓良。